# Magí Pla i Soler
Magí Pla i Soler (Barcelona, 1825/1826 - 17 de març de 1906) fou un advocat català.
Estudià a Barcelona i l'any 1853 es doctorà amb la tesi La nacionalidad y el territorio con relación al Estado. Dos anys més tard, al 1855, fou nomenat relator de l'Audiència de Barcelona i al 1857 ingressà a l'Acadèmia de Jurisprudència i Legislació de Catalunya, que presidí entre 1871 i 1873 així com 1886 i 1888. Prengué part de la campanya contra la unificació del dret català amb l'espanyol que l'Estat intentà a finals dels segle xix.
Mor a Barcelona vidu de Dionisia Gili i Casanovas, deixant una filla Maria Josepha Pla i Gili, a l'edat de 80 anys.